# Taça de Portugal 1945/46
Die Taça de Portugal 1945/46 war die achte Austragung des portugiesischen Pokalwettbewerbs Er wurde vom portugiesischen Fußballverband ausgetragen. Das Finale fand am 30. Juni 1946 im Estádio Nacional von Oeiras statt. Pokalsieger wurde Titelverteidiger Sporting Lissabon.
Alle Begegnungen wurden in einem Spiel ausgetragen. Bei unentschiedenem Ausgang wurde zur Ermittlung des Siegers eine Verlängerung gespielt.

## Teilnehmende Teams
| Primeira Divisão (12) | Segunda Divisão (4)                                                    |
| --- | ---------------------------------------------------------------------- |
| - Académica de Coimbra - Atlético CP - Belenenses Lissabon - Benfica Lissabon - Boavista Porto - SL Elvas - UD Oliveirense - SC Olhanense - FC Porto - Sporting Lissabon - Vitória Guimarães - Vitória Setúbal | - GD Estoril Praia - FC Famalicão - Portimonense SC - União de Coimbra |

## Achtelfinale
Die Spiele fanden am 2. Juni 1946 statt.
|                   | Ergebnis  |                      |
| ----------------- | --------- | -------------------- |
| FC Porto          | 7:1       | Vitória Setúbal      |
| Sporting Lissabon | 6:3 n. V. | Académica de Coimbra |
| Vitória Guimarães | 5:0       | Portimonense SC      |
| FC Famalicão      | 3:2       | SC Olhanense         |
| SL Elvas          | 5:1       | UD Oliveirense       |
| Benfica Lissabon  | 3:0       | Belenenses Lissabon  |
| Atlético CP       | 2:1       | GD Estoril Praia     |
| Boavista Porto    | 3:2 n. V. | União de Coimbra     |

## Viertelfinale
Die Spiele fanden am 9. Juni 1946 statt.
|                   | Ergebnis |                   |
| ----------------- | -------- | ----------------- |
| Sporting Lissabon | 5:1      | Vitória Guimarães |
| FC Porto          | 3:0      | Boavista Porto    |
| FC Famalicão      | 4:3      | SL Elvas          |
| Atlético CP       | 3:2      | Benfica Lissabon  |

## Halbfinale
Die Spiele fanden am 23. Juni 1946 statt.
|                   | Ergebnis |              |
| ----------------- | -------- | ------------ |
| Sporting Lissabon | 11:00    | FC Famalicão |
| Atlético CP       | 2:1      | FC Porto     |

## Finale
| Paarung           | Sporting Lissabon – Atlético CP |
| Ergebnis          | 4:2 (4:1) |
| Datum             | 30. Juni 1946 |
| Stadion           | Estádio Nacional, Oeiras |
| Schiedsrichter    | José Lira |
| Tore              | 1:0 Fernando Peyroteo (15.) 2:0 Sidonio (20.) 3:0 Fernando Peyroteo (30.) 3:1 Rogério Simões (38.) 4:1 Albano Pereira (40.) 4:2 Marques (88.)                                                                     |
| Sporting Lissabon | João Azevedo – Álvaro Cardoso, Octávio Barrosa, Juvenal Silva – Veríssimo Alves, Manuel Marques – Fernando Peyroteo, Albano Pereira, Armando Ferreira, Antonio Marques, Sidonio. Cheftrainer: Cândido de Oliveira |
| Atlético CP       | Francisco Correia – José Lopes, Babtista – Marques, Morais, Gregório dos Santos, José Rosário – Francisco Lopes , Joaquim Micael, Rogério Simões, Manuel Costa. Cheftrainer: Cândido Tavares                      |